# Carl Fredrik Sandelin
Carl Fredrik Sandelin, född 26 november 1925 i Jakobstad, död 18 november 2024 i Helsingfors, Finland, var en finlandssvensk publicist och författare. Carl Fredrik är bror till den finländske poeten Peter Sandelin.

## Biografi
Sandelin utbildade sig genom studier i litteraturhistoria, nordisk filologi och filosofi vid Helsingfors universitet 1946-47. Han anställdes 1953 vid Finska notisbyrån och var där chef för utrikesredaktionen 1962-72 samt chefredaktör och verkställande direktör 1973-84.
I sitt författarskap inledde Sandelin med några prosaböcker i flanörstil, bland annat med avstamp i amerikanskt studentliv. Dessa följdes av romaner i en mera resonerande ton, som behandlar det finländska samhället och dess medborgare, delvis med en självbiografisk anstrykning. I senare romaner har han valt historiska teman. Inspiration i sitt författarskap har Sandlin hämtat hos bland andra Hjalmar Söderberg, Eyvind Johnson och Runar Schildt. 
Sandelin var ordförande i Finlands svenska författareförening 1961-72 och ledde de europeiska nyhetsbyråernas förbund 1981-82. I dagsdebatten deltog han ofta med fränt inopportuna inlägg.